# Pristaulacus proximus
Pristaulacus proximus is een vliesvleugelig insect uit de familie van de Aulacidae. De wetenschappelijke naam van de soort is voor het eerst geldig gepubliceerd in 1906 door Kieffer.